# 52-й Венецианский кинофестиваль
52-й Венецианский международный кинофестиваль проходил в Венеции, Италия с 30 августа по 9 сентября, 1995 года.
Никто не получил Серебряного льва за лучшую режиссёрскую работу.
Во время церемонии, делегация Greenpeace изложила манифест против ядерных испытаний.

## Жюри
Главное жюри:

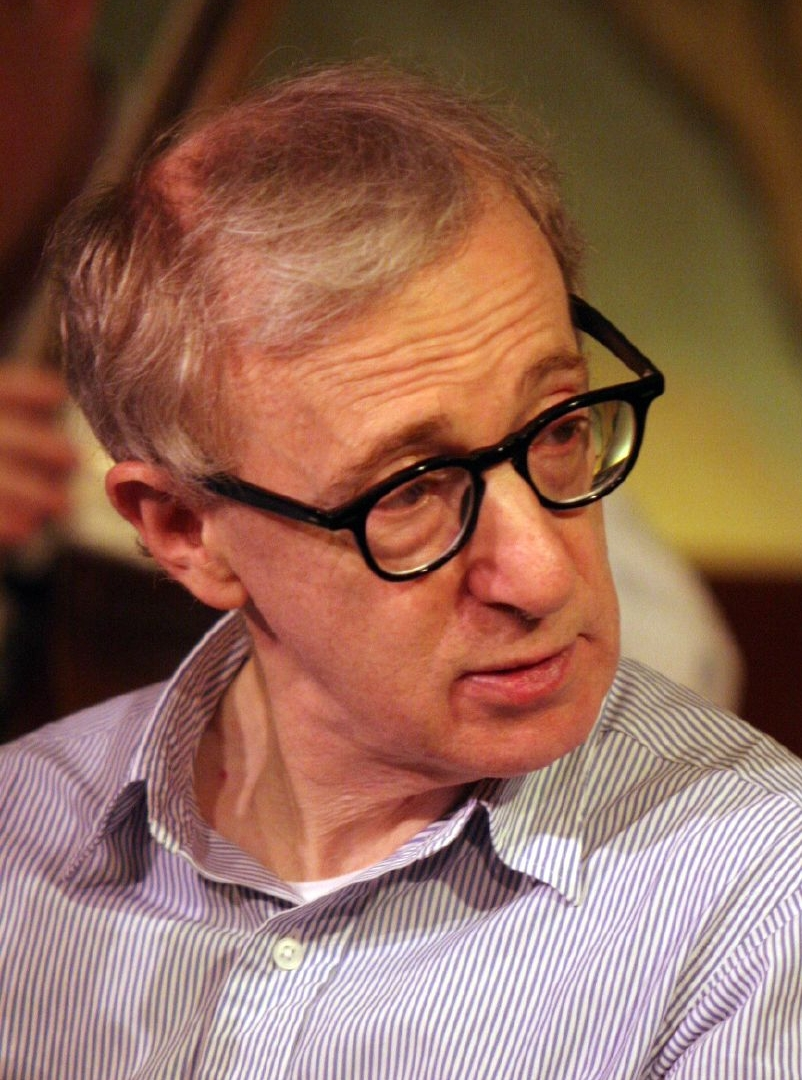
Вуди Аллен, Золотой лев за вклад в мировой кинематограф 1995 года

- Гулиельмо Бираги (президент, Италия),
- Жан-Пьер Жёне (Франция),
- Аббас Кияростами (Иран),
- Марио Мартоне,
- Франческа Нери (Италия),
- Мо Ротмен (США),
- Хорхе Семпрун (Испания),
- Питер Райнер,
- Маргарете фон Тротта (Германия).

## Фильмы в конкурсе
- Толкачи, режиссёр Спайк Ли

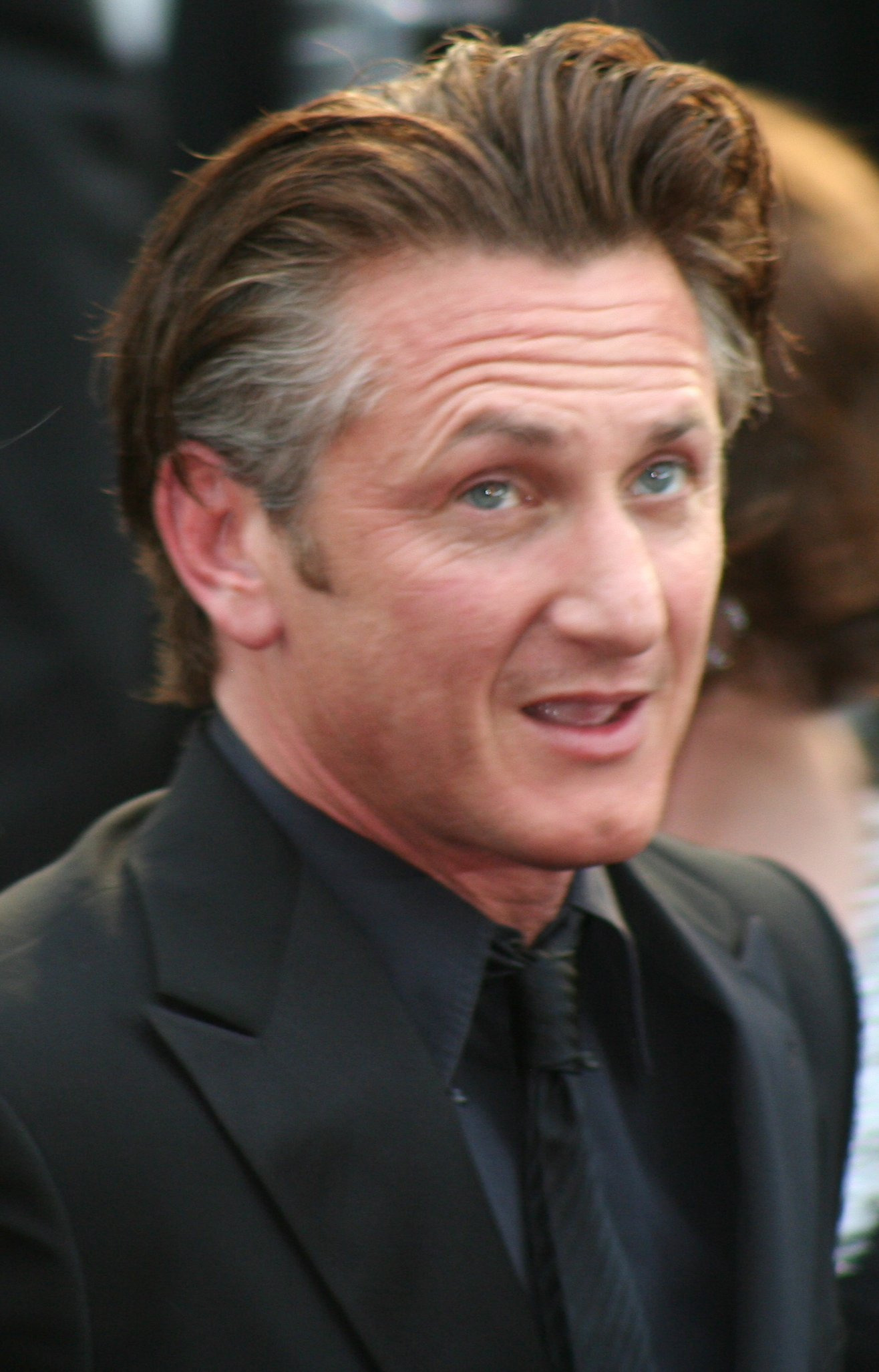
Шон Пенн, с фильмом Постовой на перекрёстке

- Божественная комедия, режиссёр Жуан Сезар Монтейру
- Постовой на перекрёстке, режиссёр Шон Пенн
- Церемония преступления, режиссёр Клод Шаброль
- Гуантанамера, режиссёр Томас Гутьеррес Алеа и Хуан Карлос Табио
- Зимняя сказка, режиссёр Кеннет Брана
- Кардиограмма, режиссёр Дарежан Омирбаев
- Свет иллюзий, режиссёр Хирокадзу Корээда
- Ничего личного, режиссёр Тадеус О’Салливан
- Пазолини. Преступление по-итальянски, режиссёр Марко Туллио Джордана
- Роман бедного юноши, режиссёр Этторе Скола
- Без обратного адреса, режиссёр Карлос Каррера
- Убийца, режиссёр Ромуальд Кармакар
- Фабрика звёзд, режиссёр Джузеппе Торнаторе
- Летучий голландец, режиссёр Йос Стеллинг
- Велорикша, режиссёр Чан Ань Хунг

## Награды
- Золотой лев: Велорикша, режиссёр Чан Ань Хунг
- Серебряный лев — Особый приз жюри: Божественная комедия, режиссёр Жуан Сезар Монтейру и Фабрика звёзд, режиссёр Джузеппе Торнаторе
- Кубок Вольпи за лучшую мужскую роль: Гёц Георге — Убийца
- Кубок Вольпи за лучшую женскую роль: Сандрин Боннэр и Изабель Юппер — Церемония преступления
- Золотой лев за вклад в мировой кинематограф: Вуди Аллен, Джузеппе Де Сантис, Гоффредо Ломбардо, Эннио Морриконе, Ален Рене, Мартин Скорсезе, Альберто Сорди и Моника Витти
- Премия ФИПРЕССИ: Велорикша, режиссёр Чан Ань Хунг